# Vegaøyan
L'arxipèlag de Vega (en noruec: Vegaøyan) és un petit arxipèlag situat davant la costa atlàntica de Noruega. Conté al voltant de 6.500 illes, illots i esculls i estan ocupats des de fa al voltant de 1.500 anys, però alguns rastres de presència humana es remunten a l'edat de pedra.
Administrativament, l'arxipèlag constitueix el municipi de Vega que depèn del comtat de Nordland. La seva superfície és de 103.710 hectàrees, de les quals 6.930 hectàrees són terres emergides. Només tres illes estan habitades de manera permanent: Vega (de molt, la major i la més poblada), Ylvingen i Omnøy. El punt més alt de l'arxipèlag, el Gullsvågfjellet (737 m), està a l'illa de Vega.
A semblança de les illes Lofoten, Vega va estar ocupada pels humans molt aviat a causa de la seva situació excepcional. Les aigües que l'envolten són molt abundants en pesca i atreuen nombroses aus, com l'èider. Al segle ix, les illes es van convertir en un gran centre de subministrament de plomissol proporcionat pels èiders.
L'arxipèlag de Vega va ser inscrit en l'any 2004 a la llista del Patrimoni mundial de la UNESCO.